# Чарлз П. Діксон
Чарлз П. Діксон (англ. Charles P. Dixon; 7 лютого 1873 — 29 квітня 1939) — колишній британський тенісист.
Найвищу одиночну позицію світового рейтингу — 6 місце досяг 1913 року (за даними А. Волліса Маєрса).
Здобув 34 одиночні титули.
Перемагав на турнірах Великого шолома в парному розряді.

## Фінали турнірів Великого шолома

### Парний розряд (3–1)
| Результат | Рік  | Турнір                | Покриття | Партнер               | Суперники                                | Рахунок            |
| --------- | ---- | --------------------- | -------- | --------------------- | ---------------------------------------- | ------------------ |
| Перемога  | 1912 | Вімблдонський турнір  | Трава    | Герберт Ропер-Барретт | Макс Декюжі Андре Ґобер                  | 3–6, 6–3, 6–4, 7–5 |
| Перемога  | 1912 | Чемпіонат Австралазії | Трава    | Джеймс Сесіл Парк     | Алфред Біміш Ґордон Лоу                  | 6–4, 6–4, 6–2      |
| Перемога  | 1913 | Вімблдонський турнір  | Трава    | Герберт Ропер-Барретт | Гайнріх Кляйншрот Фрідріх Вільгельм Раге | 6–2, 6–4, 4–6, 6–2 |
| Поразка   | 1914 | Вімблдонський турнір  | Трава    | Герберт Ропер-Барретт | Норман Брукс Ентоні Вілдінґ              | 1–6, 1–6, 7–5, 6–8 |